# Gengångaren på Berkeley Square
Gengångaren på Berkeley Square (engelska: Berkeley Square) är en amerikansk pre-kod dramafilm från 1933 i regi av Frank Lloyd. Filmen är baserad på pjäsen Berkeley Square från 1926 av John L. Balderston, som i sin tur är löst baserad på romanen The Sense of the Past av Henry James från 1917. I huvudrollerna ses Leslie Howard och Heather Angel.

## Handling
En ung amerikansk man reser tillbaka i tiden till London och den amerikanska revolutionen där han möter sina anfäder.

## Rollista i urval
- Leslie Howard - Peter Standish
- Heather Angel - Helen Pettigrew
- Valerie Taylor - Kate Pettigrew
- Irene Browne - Lady Ann Pettigrew
- Beryl Mercer - Mrs. Barwick
- Colin Keith-Johnston - Tom Pettigrew
- Alan Mowbray - Major Clinton
- Juliette Compton - Hertiginnan av Devonshire
- Betty Lawford - Marjorie Frant
- Ferdinand Gottschalk - Mr. Throstle
- Samuel Hinds - den amerikanske ambassadören
- Olaf Hytten - Sir Joshua Reynolds
- David Torrence - Lord Stanley